# Archimédův palimpsest

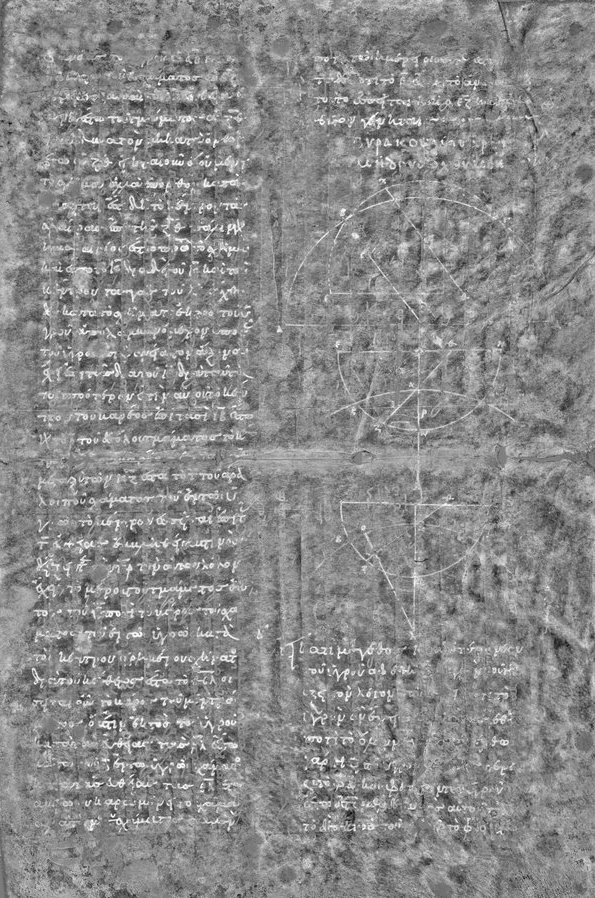
Jeden z listů Archimédova palimpsestu pod speciální lampou, zřejmě pomocí rentgenové fluorescence železa z inkoustu

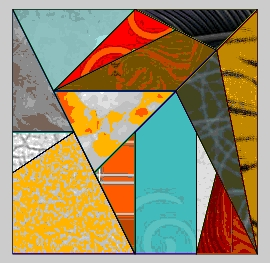
Hlavolam Stomachion – 14 mnohoúhelníků, které mohly být poskládány do čtverce

Archimédův palimpsest je rukopis napsaný formou kodexu. Jedná se o kopii Archimédova díla, která byla zhotovena v 10. století anonymním písařem. Takzvaný „palimpsest“ znamená oškrábaný pergamen – ve 12. století byly pergamenové listy Archimédovy práce vyškrábány, přeloženy na polovinu a přepsány liturgickým textem. Vyškrábání textu ale není úplné a díky použití speciálních lamp s využitím ultrafialového a infračerveného záření je tato Archimédova práce znovu čitelná. Někdy se využívá rentgenové fluorescence železa z inkoustu.
Palimpsest objevil v roce 1906 dánský badatel Johan Ludvig Heiberg v knihovně knihovny Metochion v Istanbulu. Objevil středověkou modlitební knihu z 13. století napsanou na pergamenu, která však ještě obsahovala pod náboženským textem další text, který obsahoval myšlenky Archiméda ze Syrákús.
V roce 2007 se vědci pokusili pomocí metody rentgenové fluorescence překrytý text rozluštit. Kniha obsahuje sedm Archimédových pojednání:
- Rovnováha roviny (dva svazky) – první kniha obsahuje patnáct výroků se sedmi postuláty. Druhá kniha obsahuje deset výroků. V této práci se Archimédés věnuje zákonům páky a používá metody pro výpočet plochy a těžiště u různých geometrických obrazců včetně trojúhelníků, rovnoběžníků a paraboly.[4]

- O spirálách – dílo pojednává o Archimédově spirále, kvadratuře kruhu a rozdělení úhlu na třetiny.

- O kouli a válci – obsahuje myšlenku, že koule určitého průměru, válec a kužel, jejichž průměry základen a výšky jsou stejné jako průměr této koule, mají objemy v poměru 2:3:1.

- O měření kruhu – toto krátké dílo se skládá ze tří výroků. Je napsáno v podobě korespondence a Archimédés v něm dokazuje, že hodnota čísla π (pí) je větší než 223/71 a menší než 22/7. Tento výpočet byl používán jako aproximace po celý středověk.

- Metody vytváření mechanických teorémů (jediná známá kopie) – v této práci Archimedes ukazuje, jak s pomocí nekonečného množství nekonečně malých částí může být určena plocha nebo objem.

- Stomachion (jediná známá kopie) – Archimédes vytvořil hlavolam skládající se ze 14 mnohoúhelníků, které mohly být mnoha způsoby poskládány do čtverce. Archimédés se údajně snažil zjistit, kolika způsoby je to možné. Dr. Netz ze Statfordu vypočítal, že je to možné 536 způsoby, pokud jsou vynechány ty, které vznikly otáčením nebo zrcadlením.[5]

- O tělese plovoucím v kapalině (známá pouze kopie v řečtině).

## Moderní historie
Dne 29. října 2008 (k desátému výročí nákupu palimpsestu v aukci) byly všechny údaje, včetně obrázků a přepisů, převedeny na speciální internetové stránky Palimpsest k volnému použití pod licencí Creative Commons. Zpracované snímky byly navíc zveřejněny jako Google Book.